# 라우라 통케
라우라 마오리 통케(독일어: Laura Maori Tonke, 1974년 4월 14일 ~ )는 독일의 배우이다. 2016년 독일 영화상 여우주연상 수상자이다.

## 출연 작품
- 미션: 러브 (2017)
- 더 가든 (2017)
- 아홀로틀 오버킬 (2017)
- 다시 사랑할 수 있을까 (2015)
- 집념의 검사 프리츠 바우어 (2015)
- 헤디 슈나이더 스텍트 스투크 (2015)
- 워스트 케이스 시나리오 (2014)
- 헤드샷 (2010)
- 베드웨이즈 (2010)
- 매들리 인 러브 (2009)
- 저자세 (2005)
- 캐스팅 어바웃 (2004)
- 바더 (2002)
- 음악 소리 줄이기 (1994)